# شب‌پره بزی
شب‌پره بزی (نام علمی: Cossus cossus) پروانه‌ای از خانواده شاپرک‌های درودگر (Cossidae) است که در شمال آفریقا، آسیا و اروپا یافت می‌شود.